# Södermanlands runinskrifter 168
Södermanlands runinskrifter 168 är ett vikingatida runstensfragment av granit i Landshammar, Spelviks socken och Nyköpings kommun. Fragmentet utgör den övre delen av en runsten. Fragmentets mått är 0,75 gånger 0,55 meter. Stenen var känd på 1600-talet men försvann sedan. Den återfanns 1942 och står nu uppställd vid den så kallade Trossbobacken, bredvid runstenen Sö 167.

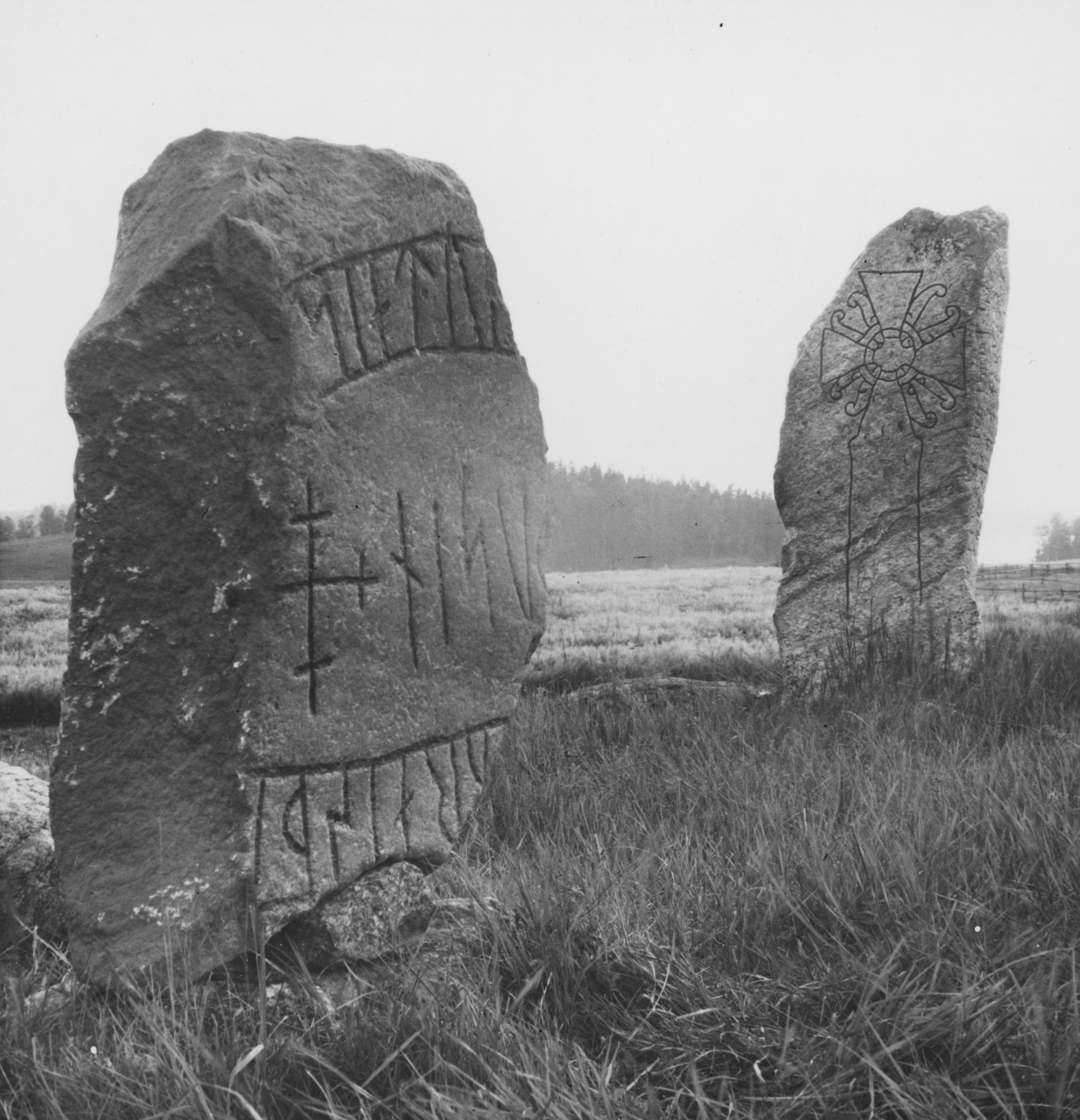
Sö 168 och Sö 167.

## Inskriften
Translitterering av runraden:
...- raisþ- ... ...si at u-... ...þu sin
Normalisering till runsvenska:
... ræisþ[i stæin þann]si at Vi[niut](?) ... sinn.
Översättning till nusvenska:
... reste denna [sten] efter Vinjut(?), sin ...